# Cena BAFTA za nejlepší střih
Filmová cena Britské akademie za nejlepší střih je filmová cena udělovaná každý rok Britskou akademií filmového a televizního umění.

## Vítězové

### Šedesátá léta
| Rok  | Střihač           | Za střih snímku |
| ---- | ----------------- | --------------- |
| 1968 | Sam O'Steen       | Absolvent       |
| 1969 | Hugh A. Robertson | Půlnoční kovboj |

### Sedmdesátá léta
| Rok  | Střihač                                      | Za střih snímku              |
| ---- | -------------------------------------------- | ---------------------------- |
| 1970 | John C. Howard a Richard C. Meyer            | Butch Cassidy a Sundance Kid |
| 1971 | Richard Marden                               | Mizerná neděle               |
| 1972 | Gerald B. Greenberg                          | Francouzská spojka           |
| 1973 | Ralph Kemplen                                | Šakal                        |
| 1974 | Walter Murch a Richard Chew                  | Rozhovor                     |
| 1975 | Dede Allen                                   | Psí odpoledne                |
| 1976 | Richard Chew, Lynzee Klingman a Sheldon Kahn | Přelet nad kukaččím hnízdem  |
| 1977 | Ralph Rosenblaum a Wendy Greene Bricmont     | Annie Hallová                |
| 1978 | Gerry Hambling                               | Půlnoční expres              |
| 1979 | Peter Zinner                                 | Lovec jelenů                 |

### Osmdesátá léta
| Rok  | Střihač                         | Za střih snímku      |
| ---- | ------------------------------- | -------------------- |
| 1980 | Alan Heim                       | All That Jazz        |
| 1981 | Thelma Schoonmaker              | Zuřící býk           |
| 1982 | Françoise Bonnot                | Nezvětstný           |
| 1983 | Bud S. Smith a Walt Mulconery   | Flashdance           |
| 1984 | Jim Clark                       | Vražedná pole        |
| 1985 | Nena Danevic a Michael Chandler | Amadeus              |
| 1986 | Jim Clark                       | Mise                 |
| 1987 | Claire Simpson                  | Četa                 |
| 1988 | Michael Kahn a Peter E. Berger  | Osudová přitažlivost |
| 1989 | Gerry Hambling                  | Hoříčí Mississippi   |

### Devadesátá léta
| Rok  | Střihač                             | Za střih snímku        |
| ---- | ----------------------------------- | ---------------------- |
| 1990 | Thelma Schoonmaker                  | Mafiáni                |
| 1991 | Gerry Hambling                      | The Commitments        |
| 1992 | Joe Hutshing, Pietro Scalia         | JFK                    |
| 1993 | Michael Kahn                        | Schindlerův seznam     |
| 1994 | John Wright                         | Nebezpečná rychlost    |
| 1995 | John Ottman                         | Obvyklí podezřelí      |
| 1996 | Walter Murch                        | Anglický pacient       |
| 1997 | Peter Honess                        | L. A. – Přísně tajné   |
| 1998 | David Gamble                        | Zamilovaný Shakespeare |
| 1999 | Tariq Anwar a Christopher Greenbury | Americká krása         |

### První desetiletí 21. století
| Rok  | Střihač                                         | Za střih snímku               |
| ---- | ----------------------------------------------- | ----------------------------- |
| 2000 | Pietro Scalia                                   | Gladiátor                     |
| 2001 | Mary Sweeney                                    | Mullholand Drive              |
| 2002 | Daniel Rezende                                  | Město bohů                    |
| 2003 | Sarah Flack                                     | Ztraceno v překladu           |
| 2004 | Valdís Óskarsdóttir                             | Věčný svit neposkvrněné mysli |
| 2005 | Claire Simpson                                  | Nepohodlný                    |
| 2006 | Clare Douglas, Christopher Rouse a Rick Pearson | Let číslo 93                  |
| 2007 | Christopher Rouse                               | Bourneovo ultimátum           |
| 2008 | Chris Dickens                                   | Milionář z chatrče            |
| 2009 | Chris Innis a Bob Murawski                      | Smrt čeká všude               |

### Druhé desetiletí 21. století
| Rok  | Střihač                            | Za střih snímku               |
| ---- | ---------------------------------- | ----------------------------- |
| 2010 | Angus Wall a Kirk Baxter           | The Social Network            |
| 2011 | Gregers Sall a Chris King          | Senna                         |
| 2012 | William Goldenberg                 | Argo                          |
| 2013 | Daniel P. Hanley a Mike Hill       | Rivalové                      |
| 2014 | Tom Cross                          | Whiplash                      |
| 2015 | Margaret Sixel                     | Šílený Max: Zběsilá cesta     |
| 2016 | John Gilbert                       | Hacksaw Ridge: Zrození hrdiny |
| 2017 | Paul Machliss a Jonathan Amos      | Baby Driver                   |
| 2018 | Hank Corwin                        | Vice                          |
| 2019 | Andrew Buckland a Michael McCusker | Le Mans '66                   |
|      |                                    |                               |

### Třetí desetiletí 21. století
| Rok  | Střihač                   | Za střih snímku          |
| ---- | ------------------------- | ------------------------ |
| 2020 | Mikkel E. G. Nielsen      | Zvuk metalu              |
| 2021 | Tom Cross a Elliot Graham | Není čas zemřít          |
| 2022 | Paul Rogers               | Všechno, všude, najednou |
| 2023 | Jennifer Lame             | Oppenheimer              |
| 2024 | Nick Emerson              | Konkláve                 |